# Chrysomyxa vaccinii
Chrysomyxa vaccinii är en svampart som först beskrevs av Ziller, och fick sitt nu gällande namn av P.E. Crane 2001. Chrysomyxa vaccinii ingår i släktet Chrysomyxa och familjen Coleosporiaceae.   Inga underarter finns listade i Catalogue of Life.